# Theo Fehn

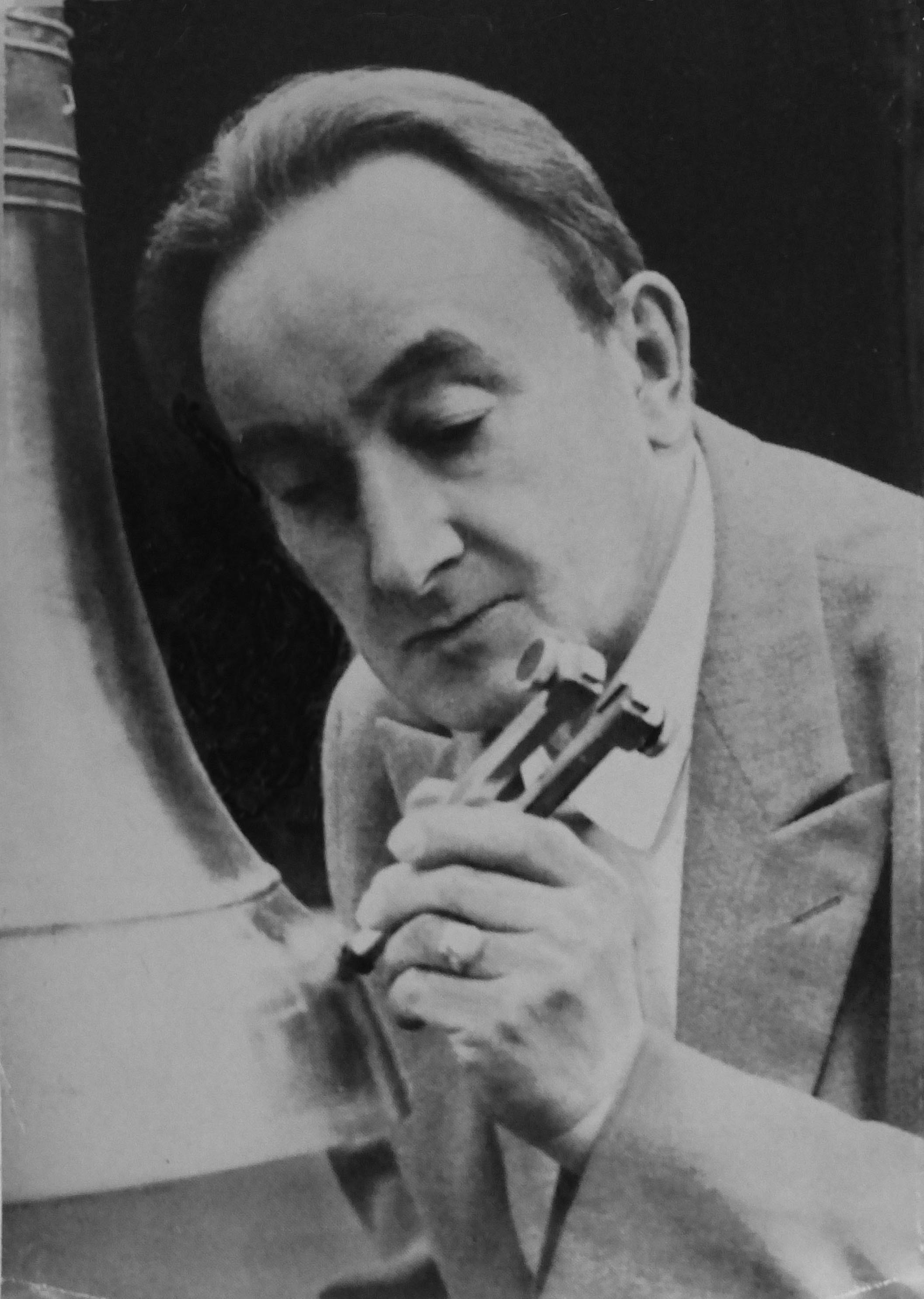
Der Glockenexperte Theo Fehn bei der Arbeit.

Theo Fehn (*  24. August 1910 in Speyer; † 1. September 1984 in Kirchheim an der Weinstraße) war ein deutscher Pfarrer der Evangelischen Landeskirche der Pfalz sowie Glockenexperte und -sachverständiger.

## Leben
Theo Fehn, Sohn des Speyerer Uhrmachermeisters Friedrich August Fehn und dessen Ehefrau Anna Maria geb. Hörtling, besuchte in Speyer von 1921 bis 1930 das Humanistische Gymnasium. An der Universität Heidelberg studierte er zunächst 1930/31 drei Semester Medizin, wechselte aber dann zur evangelischen Theologie, deren Studium er in Berlin und Rostock fortsetzte. 1935 trat er in den Pfälzischen Kirchendienst ein und war Pfarrverweser in Mühlheim an der Eis, Klingenmünster, Weingarten und Göllheim Nach ständigen Anfeindungen vonseiten der Parteiorgane der NSDAP wechselte er am 1. Mai 1942 in den Dienst der Elsässischen Landeskirche. Nach der Übernahme einer Vertretung in Brumath erfolgte die Ernennung zum Pfarrer an der Johanneskirche in Weißenburg, wo Fehn bis zum Ende des Zweiten Weltkrieges blieb.  Bald nach Kriegsende kehrte er wieder zur Pfälzischen Landeskirche zurück, zunächst als Pfarrverweser in Speyer (November 1946 – Anfang Oktober 1947) in der Pfarrei 1 an der Heiliggeistkirche in Speyer, wo Pfarrer Emil Lind vom Dienst suspendiert worden war. Ab 1948 bis zu seiner Pensionierung war Fehn Pfarrer in Tiefenthal bei Grünstadt.
Seinen Ruhestand verbrachte er von 1974 bis zu seinem Tod 1984 in Kirchheim an der Weinstraße.
1946 wurde Fehn Glockensachverständiger der Pfälzischen Landeskirche und arbeitete beim Beratungsausschuss für das Deutsche Glockenwesen mit. Er gab viele wertvolle Impulse und Anregungen für das Glockenwesen in der Wiederbeschaffungsphase der Nachkriegszeit, die bis heute Gültigkeit haben. Im Geläut der Gedächtniskirche der Protestation in Speyer floss sein Wissen und Können auf diesem Gebiet zusammen und findet noch heute allgemeine Anerkennung.
Das Deutsche Glockenmuseum bewahrt in seinem Archiv „Unterlagen zur Glockengeschichte und -kunde, darunter so wichtige Quellen wie den Nachlaß Theo Fehn“ auf.
Theo Fehns unbedingtes und kompromissloses Eintreten für das, was er als Wahrheit erkannt hatte, sein Widerstand gegen eine starre, beamtenmäß geführte Administration der Kirche, die nach seiner Auffassung den theologischen Aspekt ihrer Aufgaben nicht genügend berücksichtigte, brachten den jungen Theologen in ständigen Widerspruch zu seinen Vorgesetzten. In seiner Pfarrei in Weißenburg, wo man ihn schätzte und verehrte, machte er aus seiner Ablehnung des nationalsozialistischen Unrechtsregimes der Besatzer keinen Hehl. So wäre er am Kriegsende noch fast ein Opfer der letzten Säuberungsaktionen der SS geworden.
Fehn war ein begabter Prediger, der es verstand seine Gemeinde, auch dank seiner vielfältigen künstlerischen Fähigkeiten und seiner Offenheit für die Probleme der Menschen, zu begeistern. Die Musik, besonders seine Liebe zum Orgelspiel, sind ein wichtiger Aspekt zum Verständnis des Theologen Fehn, dessen Streitbarkeit und Durchsetzungswillen auch mit seinem lebenslangen Kampf gegen eigene physische Probleme zusammenhing.

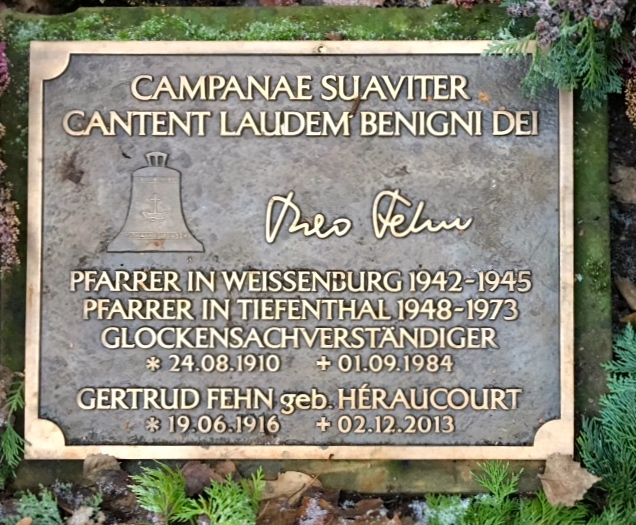
Die Bronzeplatte auf Theo Fehns Grab auf dem Friedhof in Speyer

Theo Fehns Urne wurde im Familiengrab auf dem Friedhof in Speyer beigesetzt. Die Grabplatte aus Bronze, gegossen von der Glocken- und Kunstgießerei Rincker aus Sinn trägt die Aufschrift: Campanae suaviter cantent laudem benigni Dei.
Gertrud Fehn (1916–2013), die Ehefrau Theo Fehns, veröffentlichte nach 1991 aus dem Nachlass umfangreiche Materialien zu Biographie und Wirken Fehns.

## Werke (Auswahl)
- Der Glockenexperte. Hrsg. von Gertrud Fehn. Badenia-Verlag, Karlsruhe 1991–1997.
  - Bd. 1: Vom Neuaufbau des deutschen Glockenwesens aus der Sicht von Theo Fehn. (1991), ISBN 3-7617-0284-1.
  - Bd. 2:  Blick hinter die Kulissen. (1992), ISBN 3-7617-0292-2
  - Bd. 3: Die Bochumer Gußstahlglocken und Theo Fehn. (1997), ISBN 3-7617-0337-6
  - Rezension: Martin G. Nickol: Gelebt für den Glockenklang. In: Die Rheinpfalz Nr. 287 vom 11. Dezember 1997, Kultur regional.
- Kleine Glockenkunde. Ratschläge und Hinweise zur Glockenbeschaffung für evangelische Pfarrer. Hrsg. : Protestantischer Landeskirchenrat der Pfalz. Willy Elfert, Speyer 1947.[16]
- Wach auf, du Geist der ersten Zeugen!: Drei Predigten von Pfarrer Theo Fehn. Verlag Evangelische Buchhandlungen Rudolf Senftleben, Kaiserslautern 1947.[17]
- Sirene und Glocke. Ein Lebensbild in Selbstzeugnissen und Dokumenten. Hrsg. von Gertrud Fehn. Badenia-Verlag, Karlsruhe 1989, ISBN 3-7617-0271-X
- Glockenklaenge aus der Pfalz. Audio-CD, Merkton (Sony Music) 1993 (als Hörkassette).
- Das Geläute der Protestationsgedächtniskirche zu Speyer am Rhein : 45 Jahre Läuten der Glocken 1959–2004 : eine Dokumentation anlässlich der Hundertjahrfeier der Gedächtniskirche. Hrsg. von Gertrud Fehn. Selbstverlag, Kirchheim an der Weinstraße [2004].
- Einholungs- und Weihefeier der Friedensglocke in der protestantischen Kirche zu Klingenmünster : zur Erinnerung an den 14. und 18. April 1937. Johann Schmitt, Landau/Pfalz 1937.